# Camelia Zorlescu
Camelia Zorlescu (n. 1 mai 1938, Galați, România – d. 25 iulie 2022, București, România) a fost o actriță română de scenă și film.

## Biografie
A absolvit Institutul Național de Artă Teatrală și Cinematografică din București în 1962, la clasa profesorilor prof.  Dina Cocea, Ion Cojar și Ion Olteanu.  Împreună cu colegii săi de an a fost repartizată la Teatrul de Stat din Târgu Mureș, unde au înființat secția română de teatru. A fost actriță a Teatrului Nottara din București din 1965.
Pentru rolul din filmul „Medalia de onoare”( regia: Călin Peter Netzer) a fost nominalizată la Premiile Gopo, pentru cea mai bună actriță într-un rol secundar într-un film de ficțiune.
Camelia Zorlescu a fost căsătorită cu Mihai Verbițchi, un actor mai tânăr cu 19 ani, până la decesul ei în 2022.

## Filmografie
- Gioconda fără surîs (1968)
- Canarul și viscolul (1970)
- Pentru că se iubesc (1972)
- Departe de Tipperary (1973)
- Drumuri în cumpănă (1979)
- Nea Mărin miliardar (1979)
- Bietul Ioanide (1980) - dublaj de voce
- Al treilea salt mortal (1980)
- Am o idee!... (1981)
- Lovind o pasăre de pradă (1983)
- Glissando (1984)
- Sezonul pescărușilor (1984)
- Piciu (1985)
- Declarație de dragoste (1985)
- Cuibul de viespi (1987) — prințesa Caragea
- Harababura (1991)
- Divorț... din dragoste (1992)
- Patul conjugal (1993)
- E pericoloso sporgersi (1993)
- Mica publicitate (1995)
- Senatorul melcilor (1995)
- Asfalt Tango (1996)
- La bloc (2002) - Directoarea
- Sistemul nervos (2005)
- Cu un pas înainte (2007) - Ioana Solcan (1 episod, 2008)
- Medalia de onoare (2009)
- Aniela (2009) - Baba
- Las Fierbinți (2012) - Mama lui Ardiles
- 6,9 pe scara Richter (2016)